# Глубоководная звезда шесть
«Глубоководная звезда 6» (англ. DeepStar Six) — американский кинофильм в жанре фантастический боевик.

## Сюжет
Персонал станции «Глубоководная звезда 6» ВМФ США получает задание: разместить на глубине океана ядерные ракеты. Сроки поджимают, а наиболее удобной площадкой является поверхность огромной глубоководной пещеры. Джон Ван Гелдер, невзирая на протест Скарпелли о необходимости предварительно исследовать пещеру перед тем как ее уничтожить, принимает решение взорвать её, чтобы успеть в срок до конца недели. Двое рабочих производят взрыв при помощи бочек с напалмом, с трудом успев отъехать на своем подводном бульдозере назад, дабы не провалиться на нем прямо в пещеру, поверхность которой начинает стремительно обрушаться, но по причине своей незадачливости теряют дистанционный аппарат с камерой на дне пещеры. Никто и не предполагал что тем самым можно потревожить местного очень грозного обитателя пещеры…

## В ролях
- Торин Блэк — капитан Филлип Лэйдлоу
- Нэнси Эверхард — Джойси Коллинз
- Синди Пикетт — доктор Диана Норрис
- Мариус Вейерс — доктор Джон Ван Гелдер
- Том Брэйн — Джон Ходжес
- Элия Баскин — Бурциага
- Грег Эвиган — МакБрайд
- Ниа Пиплз — Скарпелли
- Мигель Феррер — Снайдер
- Ронн Кэрролл — Озборн

## Интересные факты
Писатель Льюис Эбернати принял решение продать сценарий «Глубоководной звезды 6» студии «CAROLCO» в то же самое время, когда его друг, кинорежиссёр Джеймс Кэмерон работал над фильмом «Бездна». Кэмерон попросил Эбернати отложить старт проекта «Глубоководная звезда 6», чтобы не создавалась конкуренция с «Бездной», но Эбернати отказался от такого предложения. Отношения Эбернати и Кэмерона надолго испортились. Их дружба возобновилась только в 1995 году на съёмках «Титаника».